# Dani Martín Gil
Daniel Jesús Martín Gil (Las Palmas de Gran Canaria, Canarias, España, 31 de mayo de 1997) es un futbolista español que juega como lateral izquierdo en el PFC Cherno More Varna de la Primera Liga de Bulgaria.

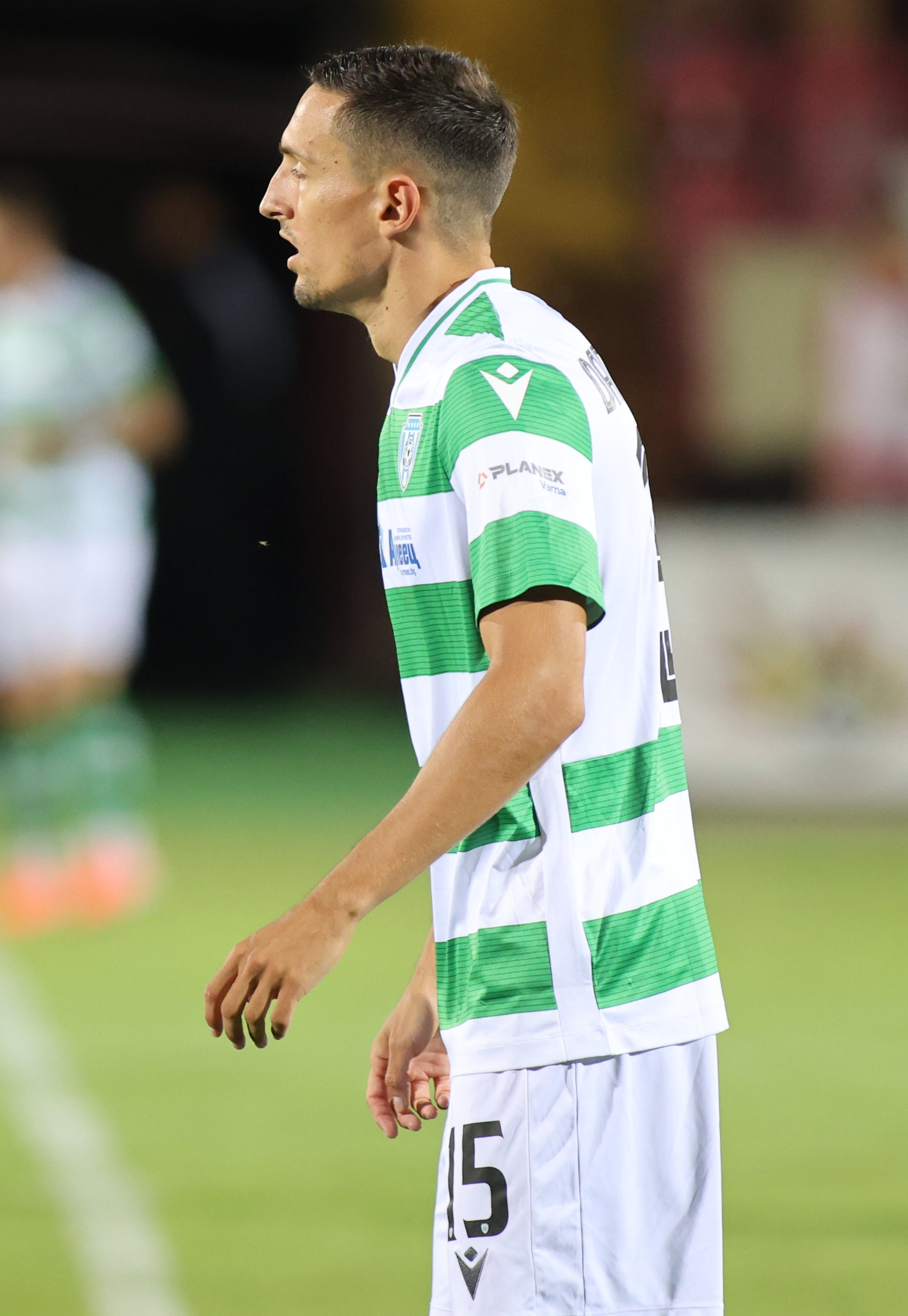

## Trayectoria
Martín se unió a la cantera de la UD Las Palmas en 2005, cuando tenía ocho años. Hizo su debut senior con el equipo C durante la temporada 2015-16, en las ligas regionales. En la temporada 2018-19, forma parte de la plantilla de la Unión Deportiva Las Palmas Atlético en Segunda División B. El 20 de julio de 2019, firmó un nuevo contrato por un año con el club y posteriormente se convirtió en titular habitual con la Unión Deportiva Las Palmas Atlético.
Martín debutó con el primer equipo de la UD Las Palmas el 17 de noviembre de 2019, en una derrota fuera de casa por 1-2 ante el CD Mirandés en Segunda División. El 31 de agosto de 2021, firmó por el Calvo Sotelo de Puertollano Club de Fútbol de la Segunda División RFEF.
En la temporada 2022-23, firma por la UD Melilla de la Segunda División RFEF. El 9 de febrero de 2024, firma por el PFC Cherno More Varna de la Primera Liga de Bulgaria.

## Clubes
| Club                                       | País     | Año       |
| ------------------------------------------ | -------- | --------- |
| Unión Deportiva Las Palmas "C"             | España   | 2015-2018 |
| Unión Deportiva Las Palmas Atlético        | España   | 2018-2021 |
| Unión Deportiva Las Palmas                 | España   | 2019      |
| Calvo Sotelo de Puertollano Club de Fútbol | España   | 2021-2022 |
| UD Melilla                                 | España   | 2022-2024 |
| PFC Cherno More Varna                      | Bulgaria | 2024-     |